# Golden Heart
Golden Heart es el primer álbum en solitario de Mark Knopfler (exlíder de Dire Straits). Desde mediado de los años 1980, venía publicando álbumes con sus trabajos como compositor de bandas sonoras; aunque este es su primer proyecto de rock como solista, una vez Dire Straits se disolviera en 1995. En él, colaboran los músicos de la banda The Chieftains. Publicado en 1996. 

## Lista de canciones
1. "Darling Pretty" – 4:31
2. "Imelda" – 5:26
3. "Golden Heart" – 5:01
4. "No Can Do" – 4:54
5. "Vic and Ray" – 4:36
6. "Don't You Get It" – 5:16
7. "A Night in Summer Long Ago" – 4:43
8. "Cannibals" – 3:41
9. "I'm the Fool" – 4:28
10. "Je Suis Désolé" – 5:14
11. "Rüdiger" – 6:03
12. "Nobody's Got the Gun" – 5:25
13. "Done With Bonaparte" – 5:06
14. "Are We in Trouble Now" – 5:54

## Personal
- Eddie Bayers - Batería
- Barry Beckett - Piano
- Derek Bell - Arpa irlandesa
- Richard Bennett - Guitarra acústica
- Paul Brady - Silvido
- Brendan Croker - Voz
- Chad Cromwell - Batería
- Danny Cummings - Percusión y voz
- Bill Cuomo - Órgano Hammond
- Guy Fletcher - Teclados y voz
- Paul Franklin - Pedabro
- Vince Gill - Voz
- Sean Keane - Violín
- Mark Knopfler - Guitarra y voz
- Donal Lunny - Bouzouki
- Terry McMillan - Djembe
- Steve Nathan - Teclados y órgano Hammond
- Martin O'Connor - Acordeón
- Liam O'Flynn - Gaita
- Michael Rhodes - Bajo
- Hargus "Pig" Robbins - Piano
- Matt Rollings - Piano
- Glenn Worf - Bajo

## Listas
Álbum
| Lista de álbumes(1996)       | Posición |
| ---------------------------- | -------- |
| Noruega                      | 2        |
| Italia                       | 3        |
| P.Bajos                      | 3        |
| Suiza                        | 3        |
| Suecia                       | 4        |
| Finlandia                    | 7        |
| Austria                      | 8        |
| Bélgica                      | 8        |
| UK Albums Chart              | 9        |
| Canadá                       | 11       |
| Nueva Zelanda                | 16       |
| Australia                    | 28       |
| Francia                      | 38       |
| Estados Unidos Billboard 200 | 105      |

Sencillos
| Año  | Sencillo           | Posición en lista | Posición en lista | Posición en lista | Posición en lista |
| Año  | Sencillo           | CAN               | CAN AC            | CAN Country       | R.U.              |
| ---- | ------------------ | ----------------- | ----------------- | ----------------- | ----------------- |
| 1996 | "Darling Pretty"   | 12                | 14                | 87                | 33                |
| 1996 | "Cannibals"        | —                 | —                 | —                 | 42                |
| 1996 | "Rüdiger"          | —                 | —                 | —                 | —                 |
| 1996 | "Imelda"           | 59                | —                 | —                 | —                 |
| 1996 | "Don't You Get It" | 62                | —                 | —                 | —                 |

## Certificaciones
| Organización      | Certificación | Fecha                |
| ----------------- | ------------- | -------------------- |
| BPI – Reino Unido | Plata         | 1 de abril de 1996   |
| BPI – Reino Unido | Oro           | 1 de Mayi, 1996      |
| CRIA - Canadá     | Oro           | 30 de agosto de 1996 |
| IFPI – Suiza      | Oro           | 1996                 |